# Унден
Унден или Професор Унден (до 12 декември 1935 г. Дикчан) е връх в рида Дъбраш в Западните Родопи. Той влиза в Горско стопанство „Дикчан“ към община Сатовча и е най-високата точка в общината. Намира се в местността Дикчан на източната страна на река Бистрица. Старото име на върха е Дикчан, но през 1936 година върхът е преименуван на Унден.
Професор Йостен Унден е шведски академик и политик – специалист по международно право. След войните има териториален диспут между България и Гърция, който е решен от професор Унден в полза на България, а съответните територии попадат в Горско стопанство „Дикчан“. Тогава е сменено името на върха, а на билото му е поставен паметник на професора.
Самият връх е обрасъл с букова, борова и смърчова вековна гора. В близост до него се намира резерватът Тъмната гора. В държавната дивечовъдна станция Дикчан има и две хижи с 12 легла. Построена е и нова вила.

## Маршрут
От София за Благоевград, Симитли, Банско, Гоце Делчев към Доспат. На разклона за село Плетена има и отбивка за стария път за Велинград, минаващ покрай река Бистрица. Девет километра по-нагоре по пътя има отбивка за Ловен дом „Дикчан“.
От отбивката започва туристически маршрут Дикчан – Сърница с бяло-синьо-бяла маркировка. Достъпът за автомобили е ограничен от отбивката по-нататък. Желателно е преди навлизане на територията на дивечовъдната станция, в която се намира връх Унден, да бъдат уведомени служителите на горското стопанство, тъй като често се провеждат ловни мероприятия в местността. Квартирата на ГС „Дикчан“ се намира в село Сатовча и има телефон за връзка 07541/2170. Маршрутът продължава към ловния дом.
По пътя има табелки за местността Дикчан и връх Унден. След преминаване през двора на ловния дом, табелката за Дикчан е заменена с табелка за Сърница. На 10 минути пеша от ловния дом се излиза на равно било. На първия връх от лявата страна на пътя има останки от древно тракийско светилище. Малко по-нататък има отбивка и табелка за Унден.
До подножието на върха има прокаран черен път, а точно под самия връх има място за отдих и паметна плоча. Върхът е каменист и обрасъл с дървета, храсти и треви. За изкачването му не е необходима алпийска екипировка.